# Leeuwenbekroest
De leeuwenbekroest (Puccinia antirrhini) is een schimmel behorend tot de familie Pucciniaceae.Het is een roestschimmel die alleen voorkomt op leeuwenbek (Antirrhinum).

## Kenmerken
Deze biotrofe parasiet vormt uredinia en spaarzaam, soms ontbrekend, telia aan onderzijde van blad.

## Waardplant
Hij komt voor op diverse soorten Leeuwenbek (Antirrhinum) incl. de akkerleeuwenbek (Misopates orontium), maar bijna uitsluitend op de gekweekte de grote leeuwenbek (Antirrhinum majus). Waarschijnlijk zijn huidige cultivars van grote leeuwenbek resistent.

## Verspreiding
In Nederland komt de leeuwenbekroest uiterst zeldzaam voor. Alleen enkele oude vondsten zijn bekend